# Tromsø Lufthavn
Tromsø Lufthavn, (tidl. Tromsø Airport, Langnes) (IATA: TOS, ICAO: ENTC) er en lufthavn der ligger 3 km vest for centrum af Tromsø, Norge. I 2011 ekspederede den 1 800 093 passagerer og 39 483 flybevægelser.
Lufthavnen dækker området omkring Tromsø og de nordlige og centrale dele af Troms fylke. For flyruter til mange lufthavne i Finnmark er Tromsø en vigtig hub på grund af de fleste passagerer skal videre sydpå mod Oslo-Gardermoen eller Trondheim.

## Historie
Flyvepladsen åbnede officielt i 1964. Terminalbygningen er blev moderniseret flere gange siden (i 1977, 1985 og 1998), og dele af de oprindelige bygninger er stadigvæk i brug. I forbindelse med det sidste byggeri fik lufthavnen nyt kontroltårn, udvidet infrastruktur, forlænget rullebane og direkte gangbroer fra gate til fly.

## Selskaber og ruter
- airBaltic (Riga)
- Nordavia (Arkhangelsk, Murmansk)
- Norwegian (Bergen, Bodø, London (Gatwick), Oslo-Gardermoen, Oslo-Rygge og Trondheim)
- SAS Norge (Alta, Bodø, Longyearbyen, Oslo-Gardermoen og Trondheim)
- SAS Sverige (Stockholm [sommerrute])
- Widerøe (Alta, Andenes, Bergen, Berlevåg, Bodø, Båtsfjord, Hammerfest, Harstad/Narvik-Evenes, Hasvik, Honningsvåg, Kirkenes, Lakselv, Mehamn, Narvik-Framnes, Oslo/Sandefjord-Torp, Stokmarknes, Sørkjosen, Vadsø og Vardø)

### Fragt
- Kato Air (Alta [post])
- West Air Sweden (Svalbard [post], Oslo-Gardermoen [post], Harstad/Narvik-Evenes [post])